# Orchestre arabo-andalou de Fès
L’Orchestre arabo-andalou de Fès ou Orchestre El Hadj Abdelkrim Rais est l'un des plus anciens et des plus importants de la musique arabo-andalouse marocaine, il est créé en 1946. Il est actuellement dirigé par Mohamed Briouel.
Sa première mission est de restituer la musique dans son cadre traditionnel et sa forme historique authentique.
Pour cela, seuls les instruments à cordes sont utilisés. 
Cet orchestre témoigne de la richesse de l’activité de la ville de Fès qui fut l’un des grands foyers de la musique andalouse. L’esprit est vif, le rythme rapide et enlevé avec un jeu de cordes très ornementé. C’est à Ziryab Ali ben Nâfi, sous le règne des Omeyyades que l’on attribue les prémices de cette musique. Dérivée de la musique arabe de l’Orient, elle s’est développée dans le territoire andalou en s’enrichissant des apports de différentes cultures des communautés cohabitant dans la péninsule ibérique : Berbères, Arabes, Africains, Juifs et Chrétiens. 
Son principal objectif est de restituer la musique dans son cadre traditionnel et sa forme historique authentique. Grâce à l'enregistrement de quatre noubas pour le label discographique Erato, l'Orchestre a largement contribué au développement de la musique traditionnelle marocaine. 
Mohamed Briouel disciple de Haj Abdelkrim Raïs, est né en 1954, il étudie la musique arabo-andalouse avec son maître qui était directeur du Conservatoire de Fès ainsi que le violon classique et le solfège au Conservatoire national de Rabat. En 1986, il obtient le Prix du Maroc pour la publication d’un ouvrage, Musique andalouse marocaine, après avoir pendant plus de 10 ans réalisé la transcription en notation occidentale de onze noubas.

## Discographie
- Alfonso X el Sabio, Cantigas de Santa Maria, Camerata Mediterranea et Abdelkrim Rais Andalusian Orchestra of Fes, Erato, 1999